# Fritz Berberich
Fritz Berberich (* 30. August 1909 in Schnappach; † 14. Juli 1990 ebenda) war ein deutscher Maler.

## Leben

### Herkunft und Ausbildung
Berberich wurde als zweitjüngstes von vier Kindern einer Bergarbeiterfamilie im damaligen St. Ingberter Stadtteil Schnappach geboren. Er besuchte von 1916 bis 1923 die Volksschule. Er kam in Kontakt zum Maler Fritz Zolnhofer, der damals in Schnappach wohnte und das Talent von Berberich erkannte.
In der Zeit von 1923 bis 1929 nahm Berberich zunächst in Sulzbach eine kaufmännische Lehre auf und ging dann an die Handelsschule. Der Vater zeigte Bereitschaft, die künstlerische Begabung des Sohnes zu fördern und gab seine Einwilligung zum Besuch der Staatlichen Schule für Kunst und Kunstgewerbe in Saarbrücken. Berberich musste sich aber aus ökonomischen Gründen in die Klasse für Gebrauchsgrafik einschreiben.
1929–1936 scheiterten Berberichs Versuche, eine Ausbildung zum Abschluss zu bringen. Er war zeitweise arbeitslos, künstlerisch aber sehr aktiv. Durch Zolnhofers Vermittlung beteiligte er sich an der Ausstellung des Saarländischen Künstlerbundes in Berlin. Die Reichsregierung kaufte für 200 Reichsmark ein Gemälde von Berberich an. Mit dem Geld schrieb er sich 1934, nach dem Tod des Vaters, erneut an der Staatlichen Schule für Kunst und Kunstgewerbe ein, diesmal in die Klasse für freie Malerei bei Oskar Trepte. 1936 wurde die Kunst- und Kunstgewerbeschule geschlossen und Trepte wurde entlassen.
Berberich ging mit einem Stipendium nach München an die Akademie und schrieb sich bei Professor Karl Caspar ein, bei dem Zolnhofer in den 20er Jahren Meisterschüler gewesen war. Als Caspar 1937 von den Nationalsozialisten als „entartet“ diffamiert und aus dem Staatsdienst entlassen wurde, kehrte Berberich nach Schnappach zurück.

## Künstlerische Karriere
Während des Krieges diente Berberich als Soldat zuerst in Russland. Später wurde er nach Südfrankreich versetzt, wo er Gelegenheit fand, sich künstlerisch zu betätigen. In dieser Zeit entstand eine Reihe von Arbeiten in Aquarelltechnik. Während der Kriegsgefangenschaft zeichnete Berberich einen Zyklus von (‚Kleinen Bildern') auf Feldpostpapier, vorwiegend religiösen Inhalts, die er später nach dem Kriege teilweise in größeren Formaten realisierte.
Von 1946 bis 1950 war Berberich freischaffend tätig und stellte in Sulzbach, Saarbrücken und Paris aus.
Mit vier anderen Künstlern gründete Berberich die Neue saarländische Sezession, deren Ausstellung ein positives Echo in den Medien fand. Berberichs Formsprache wird als realistischer Expressionismus und Nachexpressionismus bezeichnet. Sie hat aber zweifellos ihre Wurzeln im Expressionismus.
1950–1964 stellte Berberich in Paris, Saarbrücken und Darmstadt aus. Nach seiner Heirat im Jahr 1950 ermöglichte ihm ein Stipendium des Hohen Kommissars und der Saarregierung einen längeren Studienaufenthalt in Paris an der Grande Chaumière. 1952 wurde eine Tochter geboren. 1954 zog die Familie Berberich nach St. Ingbert um, wo er bessere Arbeitsbedingungen (Atelier in der Albert-Weisgerber-Schule) hatte.
1964 wird zum Höhepunkt in Berberichs Leben. Als dritter Saarländer bekam er den Albert-Weisgerber-Preis der Stadt St. Ingbert verliehen.
Zum Jahreswechsel 1964/65 zieht die Familie Berberich nach Schnappach ins eigene Heim um.
Berberich war sehr aktiv und stellte wiederholt aus. Seine Formsprache wurde transparenter, er wendete sich zunehmend der Aquarelltechnik zu. Im Jahre 1989 wurde Berberich, anlässlich seines 80. Geburtstags, in zwei großen Ausstellungen geehrt; in St. Ingbert und in Sulzbach/Saar. 1990 starb Berberich nach kurzer, schwerer Krankheit.

## Einzelausstellungen (Auswahl)
- 1948 Volkshochschule Sulzbach
- 1965 Kulturhaus St. Ingbert
- 1970 Galerie Elitzer, Saarbrücken
- 1974 Galerie Elitzer, Saarbrücken
- 1979 Saarlandmuseum, Saarbrücken
- 1980 Kulturhaus Sulzbach
- 1989 Kulturhaus St. Ingbert; Salzbrunnenhaus, Sulzbach
- 1991 Salzbrunnenhaus, Sulzbach
- 1994 Haus der Familie, Merzig (Retrospektive); Heiliggeistkirche, Speyer (Das religiöse Werk)
- 1995 Museum St. Wendel; Galerie im Hof, St. Wendel
- 2005 Wohnhaus des Künstlers, Sulzbach-Schnappach (Retrospektive)
- 2009 „Nauwieser Neunzehn - Kultur & Werkhof“, Saarbrücken (Passionsbilder);
- 2010 Haus der Union Stiftung, Saarbrücken (Retrospektive)